# Димитр Добрев
Димитр Димитров Добрев (болг. Димитър Димитров Добрев; 14 квітня 1931, село Єзерець, Добрицька область — 1 квітня 2019) — болгарський борець греко-римського стилю, чемпіон та срібний призер Олімпійських ігор. Перший борець, що приніс Болгарії олімпійське золото з греко-риської боротьби.

## Життєпис
Спочатку Димитр почав займатися гімнастикою. Після 4 років занять цим видом спорту в 1950 році він поступив до Вищого інституту фізкультури. І вже будучи студентом, починає займатися боротьбою. Успіхи не запізнюються. У тому ж році він виграє чемпіонат Болгарії. Незважаючи на чемпіонство, його не беруть на міжнародний турнір до Польщі. Через це він вирішує покинути тренування з боротьби та переходить до важкої атлетики. Він почав тренуватися з усією силою, і через шість місяців зміг досягти серйозного прогресу. На чемпіонаті Європи з важкої атлетики серед студентів в Будапешті він стає третім і лише трохи не вистачає йому до золотої медалі. Федерація боротьби Болгарії, відчуваючи свою помилку, поспішає виправити її, запрошуючи Добрева повернутись до занять боротьбрю і Димитр погоджується. Виступав за борцівський клуб «Академік» Софія.
На літніх Олімпійських іграх 1956 року в Мельбурні Димитр здобуває три перемоги, причому одна з них — над шведом Руне Янссоном стала однією з найкрасивіших на цьому турнірі. Але єдина поразка роздільним рішенням суддів з рахунком 2-3 від одного з найкращих борців у середній вазі, грузина Гіві Картозії, що представляв Радянський Союз позбавляє його золотої медалі, залишаючи лише срібну.
На VI Всесвітньому фестивалі молоді і студентів 1957 року в Москві він стає переможцем як у змаганнях з греко-римської, так і з вільної боротьби.
Олімпійським чемпіоном йому вдалося стати на наступній Олімпіаді 1960 року в Римі. Там він одержав шість перемог у шести сутичках. За свій олімпійський титул Добрев отримує премію, яка в 1960 році склала 320 левів.
Незважаючи на очевидні успіхи на Олімпійських іграх, Димитр Добрев так і не зміг піднятися на п'єдестал чемпіонату світу. Найреальнішим шансом йому не дали скористатися у 1961 році після його олімпійського тріумфу. Разом з рештою національної збірної команди з боротьби Добрев прибув в аеропорт, де йому потрібно було сісти на літак до Японії, де в Йокогамі мала відбутися світова першість. Проте керівники болгарської групи не прибувають до аеропорту. Пілот літака чекає півгодини і відправляється без болгарських спортсменів. Згодом з'ясовується, що один з членів Політбюро ЦК Комуністичної партії Болгарії посварився з ыншим, хто з них повезе команду до Японії, і поки вони сперечалися літак полетів без них і без команди.
Після закінчення своєї кар'єри спортсмена Добрев стає тренером. Він тренував збірну Болгарії х греко-римської боротьби з 1963 по 1966 рік. Під його керівництвом болгарська збірна піднімається на друге місце в командному заліку в боротьбі на Олімпійських іграх в Токіо в 1964 році. На чемпіонаті світу 1966 року болгарські спортсмени знову стали другими в командій першості. Незважаючи на хороші результати, Добрев вирішив відмовитися від тренерської роботи. За короткий час, протягом якого він очолював національну команду, під його керівництвом виросли молоді таланти болгарської боротьби — Боян Радев, Петар Крумов та багато інших.
У 1989 році Димитр Добрев та інші 11 болгарських тренерів були відряджені до Іраку. Це було зумовлене бажанням Саддама Хуссейна здивувати світ, вигравши 4-5 золотих медалей на майбутніх Олімпійських іграх. Його надії спрямовані, головним чином, на боротьбу, за яку він призначив особисто відповідати свого сина. Проте болгари змушені були виїхати з країни перед операцією «Буря в пустелі», про яку вони були попередньо повідомлені Болгарією. У 1991—1992 роках Добрев знову став тренером болгарської збірної. Це була його остання робота як наставника.

## Визнання
Визнаний спортсменом Болгарії 1960 року.
На честь олімпійського чемпіона у рідному селищі Єзерець є спортивний клуб, що названий його ім'ям.
Почесний громадянин Софії (2005).

## Спортивні результати на міжнародних змаганнях

### Виступи на Олімпіадах
| Змагання                    | Збірна   | Вагова категорія                 | Місце  |
| --------------------------- | -------- | -------------------------------- | ------ |
| Літні Олімпійські ігри 1956 | Болгарія | греко-римська боротьба, до 79 кг | Срібло |
| Літні Олімпійські ігри 1960 | Болгарія | греко-римська боротьба, до 79 кг | Золото |

### Виступи на Чемпіонатах світу
| Змагання                        | Збірна   | Вагова категорія                 | Місце |
| ------------------------------- | -------- | -------------------------------- | ----- |
| Чемпіонат світу з боротьби 1955 | Болгарія | греко-римська боротьба, до 79 кг | 5     |
| Чемпіонат світу з боротьби 1958 | Болгарія | греко-римська боротьба, до 79 кг | 4     |
| Чемпіонат світу з боротьби 1962 | Болгарія | греко-римська боротьба, до 78 кг | 4     |
| Чемпіонат світу з боротьби 1963 | Болгарія | греко-римська боротьба, до 78 кг | 6     |